# Многоязычная электронная издательская система
Многоязычная электронная издательская система (МЭИС, англ. Multilanguage Electronic Publishing System — MEPS) — система офсетной печати, предназначенная для различных языков и кодировок. Разработана в 1986 году Обществом Сторожевой башни, Библий и трактатов. До 2012 года она называлась «Многоязычная электронная система фотонабора» (МЭСФ, англ. Multilanguage Electronic Рhototypseting System — MEPS).

## История создания
В 1979 году на базе Ферм Общества Сторожевой Башни в Уолкилле (штат Нью-Йорк) группа Свидетелей Иеговы начала работу (как тогда она называлась) над Многоязычной электронной системой фотонабора (MEPS). К маю 1986 года эта группа сконструировала и собрала компьютеры для MEPS, фотонаборные машины и графические терминалы, а также, разработала программы для обработки материала на 186 языках.
В связи с созданием этого программного обеспечения была проведена работа по цифровому кодированию шрифтов. Для этого было проведено тщательное исследование отличительных черт каждого отдельного языка. Для всех литер на определенном языке было изготовлено отдельные фототрафареты с отдельным рисунком для каждого шрифта, по возможности для нескольких разных комплектов, или гарнитур, шрифта.
После изготовления фототрафаретов было создано программное обеспечение, которое позволяло печатать ясные, чёткие буквы. Оно подходило не только для латинского, но и для других алфавитов: бенгальского, греческого, кириллицы, корейского, кхмерского, хинди, а также для арабского и иврита. Также велись отдельные разработки для китайского и японского языков.

## Использование
На данный момент были созданы и усовершенствованы программы для обработки материала на 741 языках, использующих 31 алфавит и набор литер.
В настоящее время различные виды этой системы применяются более чем в 125 местах по всему миру.
Благодаря MEPS Свидетели Иеговы издают журнал «Сторожевая башня» — основное пособие по изучению Библии, одновременно на 213 языках, тираж каждого номера составляет более 46 миллионов экземпляров. Второй журнал, «Пробудитесь!», издаётся тиражом более 90 миллионов на 221 языке.